# Albert Demangeon
Albert Demangeon (Cormeilles, 1872 - París, 1940) va ser un geògraf francès. Passà la seva infantesa a Gaillon (departament de l'Eure), el 1892 entra a l'escola normal superior (carrer Ulm), on és condeixeble d'Emmanuel de Martonne, rep classes de geografia de Paul Vidal de La Blache. La seva tesi sobre la regió de la Picardia sostinguda el 1905 té un gran èxit i des d'aleshores es considera com un model de geografia regional. El 1911 és professor a la Sorbona i s'orienta cap a la geografia humana mentre que Emmanuel de Martonne ho fa en la geografia física. No va ser gaire sistemàtic en l'orientació de les seves obres actuant més aviat com a pedagog.

## Principals publicacions
- La Picardie et les régions voisines. Artois, Cambrésis, Beauvaisis, Thèse, Paris, Armand Colin, 1905, 496 p. Rééditions, Paris, Guénégaud, 1973 et Cesson-Sévigné, La Découvrance, 2001, sous le titre La Picardie. L'Artois. Le Cambrésis et le Beauvaisis.
- Dictionnaire-manuel illustré de géographie, en collaboration avec Joseph Blayac, Isidore Gallaud, Jules Sion et Antoine Vacher, Paris, Armand Colin, 1907, 860 p.
- Le déclin de l'Europe, Paris, Payot, 1920, 314 p. Réédition Paris, Guénégaud, 1975.
- L'Empire britannique. Etude de géographie coloniale, Paris, Armand Colin, 1923, 280 p.
- "Les Iles Britanniques" (tome I), in Paul Vidal de La Blache et de Lucien Gallois (dir.), Géographie universelle, Paris, Armand Colin, 1927, 320 p.
- "Belgique, Pays-Bas, Luxembourg" (tome II), in Paul Vidal de la Blache et de Lucien Gallois (dir.), Géographie universelle, Paris, Armand Colin, 1927, 250 p.
- Paris, la ville et sa banlieue, Paris, Bourrelier, 1933, 62 p.
- Le Rhin. Problèmes d'histoire et d'économie, avec Lucien Febvre, Paris, Armand Colin, 1935, 304 p.
- Les Maisons des hommes de la hutte au gratte-ciel, avec Alfred Weiler, Paris, Bourrelier, 1937, 127 p.
- Problèmes de géographie humaine, Paris, Armand Colin, 1942, 408 p. (posthume)
- "La France économique et humaine" (tome VI, 2e et 3e volumes), in Paul Vidal de la Blache et de Lucien Gallois (dir.), Géographie universelle, Paris, Armand Colin, 1946 et 1948, 900 p. (posthume)